# Jojo

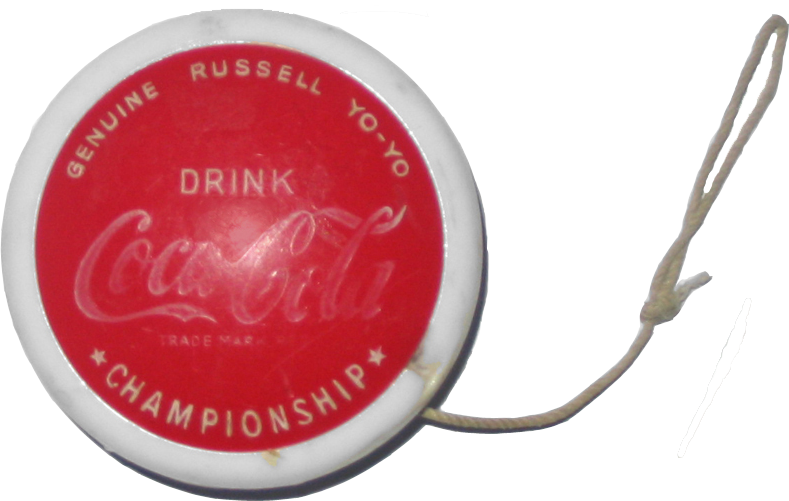

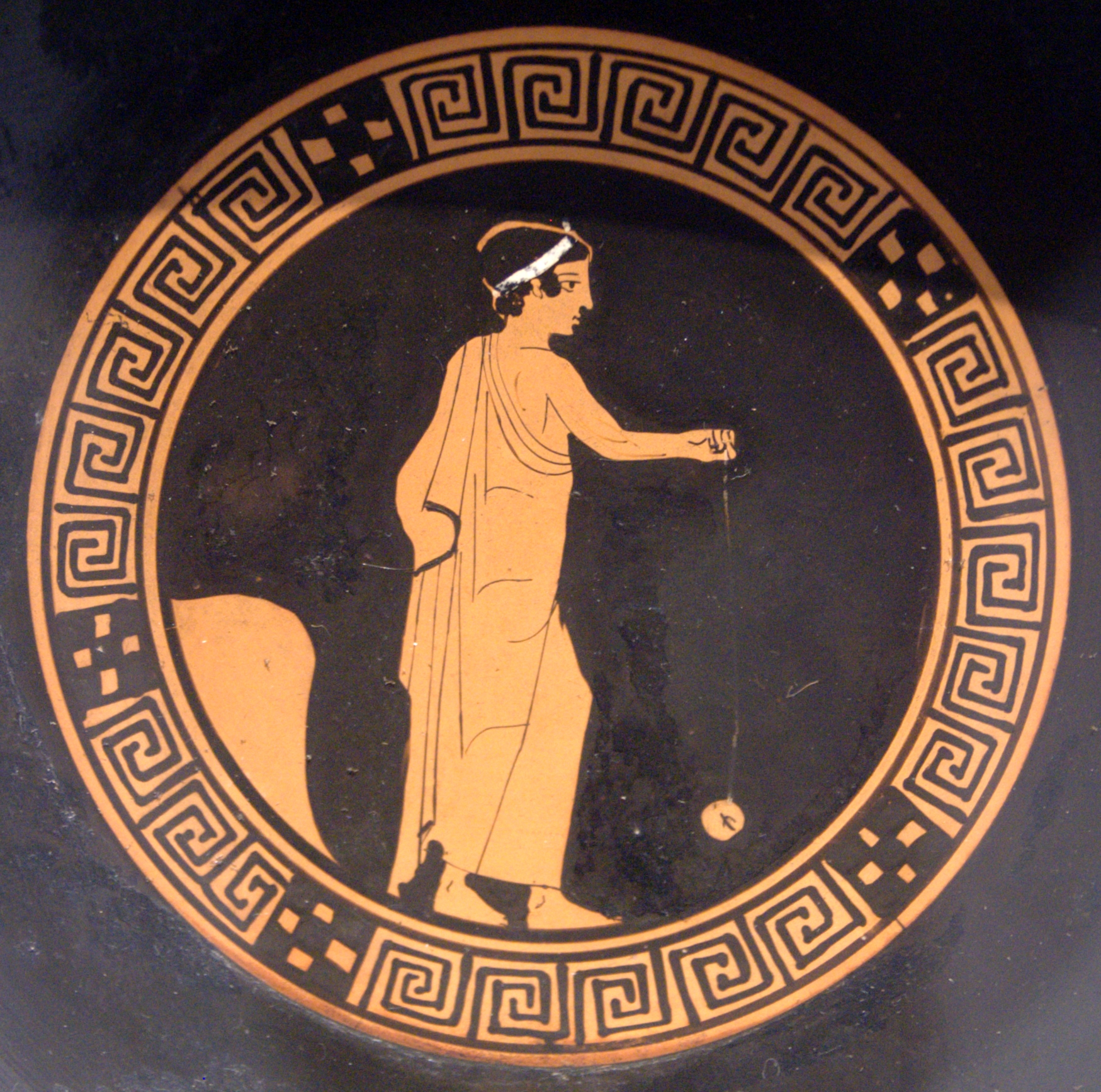

Jojo (inaczej zwane kołem Maxwella) – rodzaj zabawki w postaci ciężarka-szpulki zawieszonego na sznurku. Ciężarek, opuszczony na sznurku trzymanym za nieumocowany koniec, rozwija go wpadając w ruch obrotowy. Po pełnym rozwinięciu sznurka ciężarek zachowuje moment pędu ruchu obrotowego i nawijając sznurek wędruje w górę. Istnieje wiele teorii o pochodzeniu jojo, lecz prawdopodobnie wywodzi się ono z Chin.
Żeby efektywnie i efektownie bawić się jojo, trzeba przełożyć część sznurka przez pętlę na jego końcu tworząc inną pętlę, której wielkość można dostosować do wielkości palca. Następnie włożyć palec w pętelkę ze sznurka i dokładnie zawinąć sznurek na osi, po czym opuścić jojo i w odpowiednim momencie szarpnąć delikatnie do góry. 
Obecnie zabawka zmieniła formę. Posiada kulkowe łożysko, które powoduje, iż po opuszczeniu jojo na koniec sznurka, zaczyna się ono kręcić w miejscu. To umożliwia wykonywanie różnego rodzaju sztuczek (tricków).
Wyróżnia się pięć podstawowych stylów jojowania, różnią się one sposobem mocowania jojo do sznurka i palca, co w zależności od stylu zmienia możliwości wykonywania tricków. Style te to:
- 1A – klasyczne, nieresponsywne (należy wykonać tzw. Bind, czyli trik przywracający je do ręki) jojo przyczepione do sznurka i palca. W tym stylu są wykonywane tricki typu: rock the baby, brain twister, walk the dog, itp.
- 2A – dwa responsywne (wracają za pociągnięciem palca) jojo, każde obsługiwane przez oddzielną rękę, wykonywane tricki to tzw. loopy (tricki zapętlające się)[2]
- 3A – tak jak 2A, z różnicą tricków, które zaczerpnięte są ze stylu 1A i tym, że jojo są nieresponsywne
- 4A – jojo nie jest przyczepione do sznurka, bawiący się wyrzuca je w powietrze, nadając mu tym samym ruch wirowy
- 5A – jojo nie jest przyczepione do palca, zaś na końcu sznurka, umieszczona jest przeciwwaga (np. w formie kostki)[3]

## Polish YoYo Nationals
Corocznie odbywają się polskie mistrzostwa jojo, zawody dzielą się na 6 kategorii: Freestyle, Junior Freestyle (do 18 roku życia), X-Division (w której mogą zaprezentować się zawodnicy w innych stylach niż 1A), Ladder (wykonywanie określonych tricków w jak najszybszym czasie), Buddha Sleeper Contest (jak najdłuższy wyrzut yoya) oraz Yoyo Battle (pokazy umiejętności w 3 osobowych zespołach). Kategorią z której wyłaniany jest mistrz polski jojo jest freestyle. Freestyle oraz Junior Freestyle polega na trzyminutowym (lub dwuminutowym w wypadku Junior Freestyle) pokazie umiejętności zawodnika; tutaj tricki najczęściej wymyślone są już przez samego zawodnika. Pokazy oceniają sędziowie za pomocą tzw. klikerów.

## Winter Freestyle Competition
Co roku odbywają się także Zimowe Mistrzostwa Polski organizowane na przełomie grudnia i stycznia. Impreza zawiera wszelkie elementy profesjonalnych zawodów w yoyoingu, a główna kategoria 1A Freestyle wyłania Mistrza Zimy. Zawody są organizowane przez team Backspin. Są to jedyne zawody yoyo jakie są organizowane w zimie. Same zawody są odwiedzane przez całą elitę zawodników z Polski i nie tylko.

## Double or Nothing
Double or Nothing jest inicjatywą zapoczątkowaną w Rabce-Zdroju przez grono okolicznych zawodników i pracującą nad promocją yoyoingu w Polsce, oraz promocją polskich zawodników na świecie. Na oficjalnej stronie projektu można znaleźć masę ciekawostek, poradników dla początkujących oraz aktualizowany codziennie blog z przetłumaczonymi newsami z całego świata yoyoingu. Ponadto cała drużyna 2or0 bierze czynny udział w organizacji eventów związanych z yoyoingiem. Szczególnym sukcesem była pierwsza edycja WFC – Winter Freestyle Competition, w całości zorganizowana poprzez Double or Nothing, i która okazała się niemałym sukcesem, zarówno dla doświadczonych zawodników a także dla nowych osób które poprzez zawody zainteresowały się yoyoingiem.